# Katedrála svatého Mikuláše
Katedrála svatého Mikuláše je hlavní kostel českobudějovické diecéze zasvěcený svatému Mikuláši. Nachází se v centru Českých Budějovic, kousek od severovýchodního rohu náměstí Přemysla Otakara II. Vedle ní stojí Černá věž, která zároveň plní úlohu zvonice katedrály. Před katedrálou se dále nachází socha biskupa Jana Valeriána Jirsíka.

## Historie

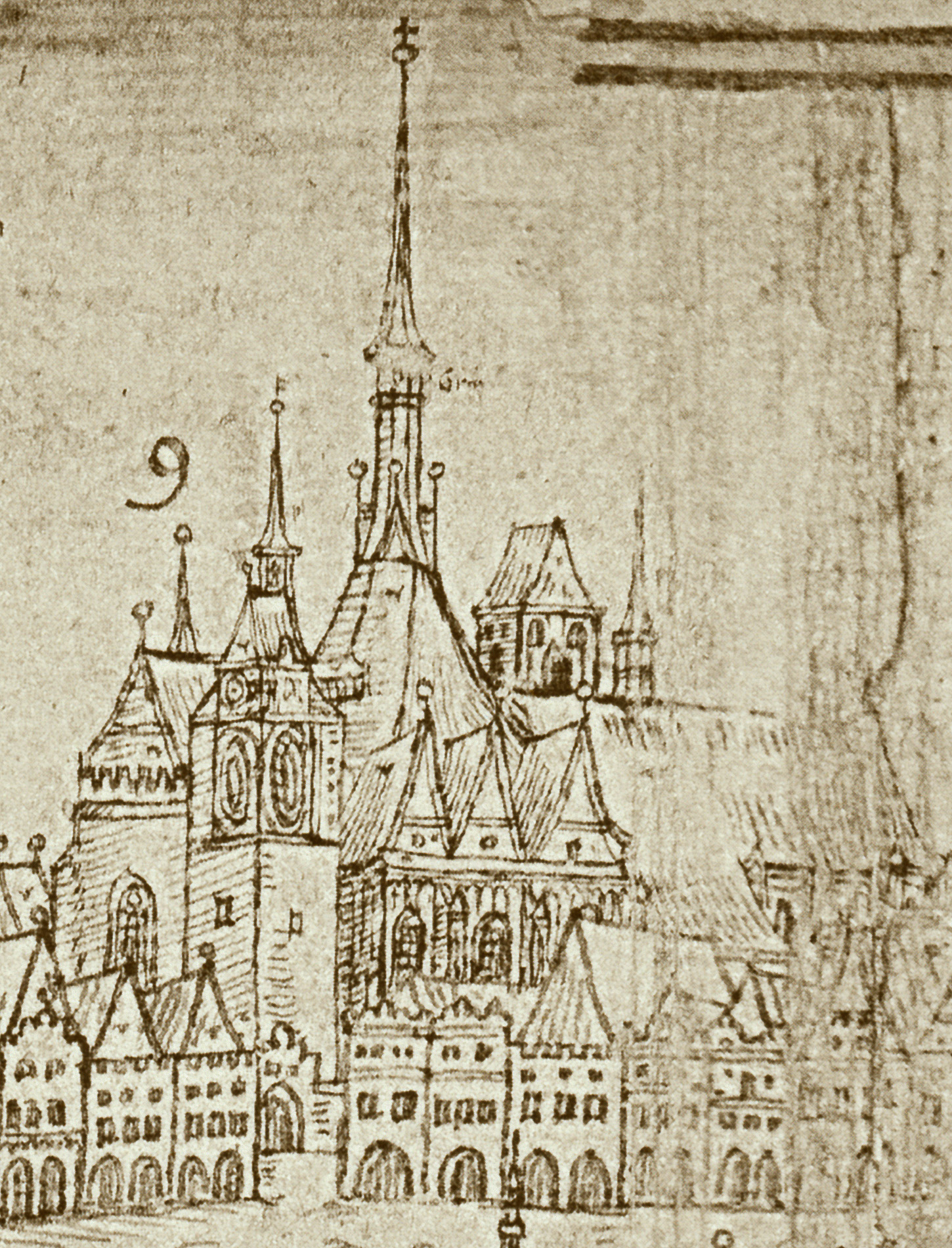
Pozdně gotická podoba s hodinovou věží a zvonicí v pozadí

Základní kámen farního kostela pro královské město České Budějovice byl položen okolo roku 1265, krátce po založení města. Někdy okolo roku 1297 byl pak posvěcen hlavní oltář a kostel předán k užívání, byť ještě zřejmě nebyl dokončen (k dokončení stavby hlavní budovy nejspíše došlo až někdy kolem poloviny 14. století). K roku 1370 se připomíná hřbitovní kaple sv. Jakuba, která byla později nahrazena kaplí Smrtelných úzkostí Páně.

### Gotické stavební úpravy
Raně gotická bazilika byla koncem 15. století doplněna přístavbou v podobě jižního průčelí připomínajícího trojici příčných lodí. Kolem roku 1500 přibyla samostatná zvonice umístěná severovýchodně od kostela. V roce 1517 následovala odborná prohlídka kostela a rok později přestavba do podoby pozdně gotického chrámu s vysokou stanovou střechou a dvojicí vysokých věží. 24. června 1523 se severní z věží zřítila a nebyla již v původní výši obnovena. V tomto období pravděpodobně vznikla hodinová vížka jako přístavba na jižní věži. V roce 1547 byly zahájeny přípravné práce pro stavbu nové strážní věže a zvonice, Černé věže, dokončené roku 1577. Stav v roce 1602 je zachycen na Willenbergově vedutě Českých Budějovic.

### Uložení korunovačních klenotů
Během třicetileté války v roce 1631 byly do Českých Budějovic evakuovány české korunovační klenoty s ozbrojeným doprovodem třiceti jezdců na koních a šedesáti pěších mušketýrů. Pro uložení došlo nákladem 29 zlatých a 50 krejcarů k zabezpečení místnosti v kostele, pravděpodobně v jeho jižní věži. Pro střežení klenotnice byla vymezena vojenská posádka a za bezpečnost nesla zodpovědnost dvojice šlechticů, z nichž alespoň jeden musel být ve městě přítomen. V srpnu 1633 se klenoty přesunuly (k tomuto účelu vyrobeným pevným vozem) zpět do Prahy. Již v roce 1634 se do Budějovic opět na několik týdnů vrátily, opět na stejné místo.

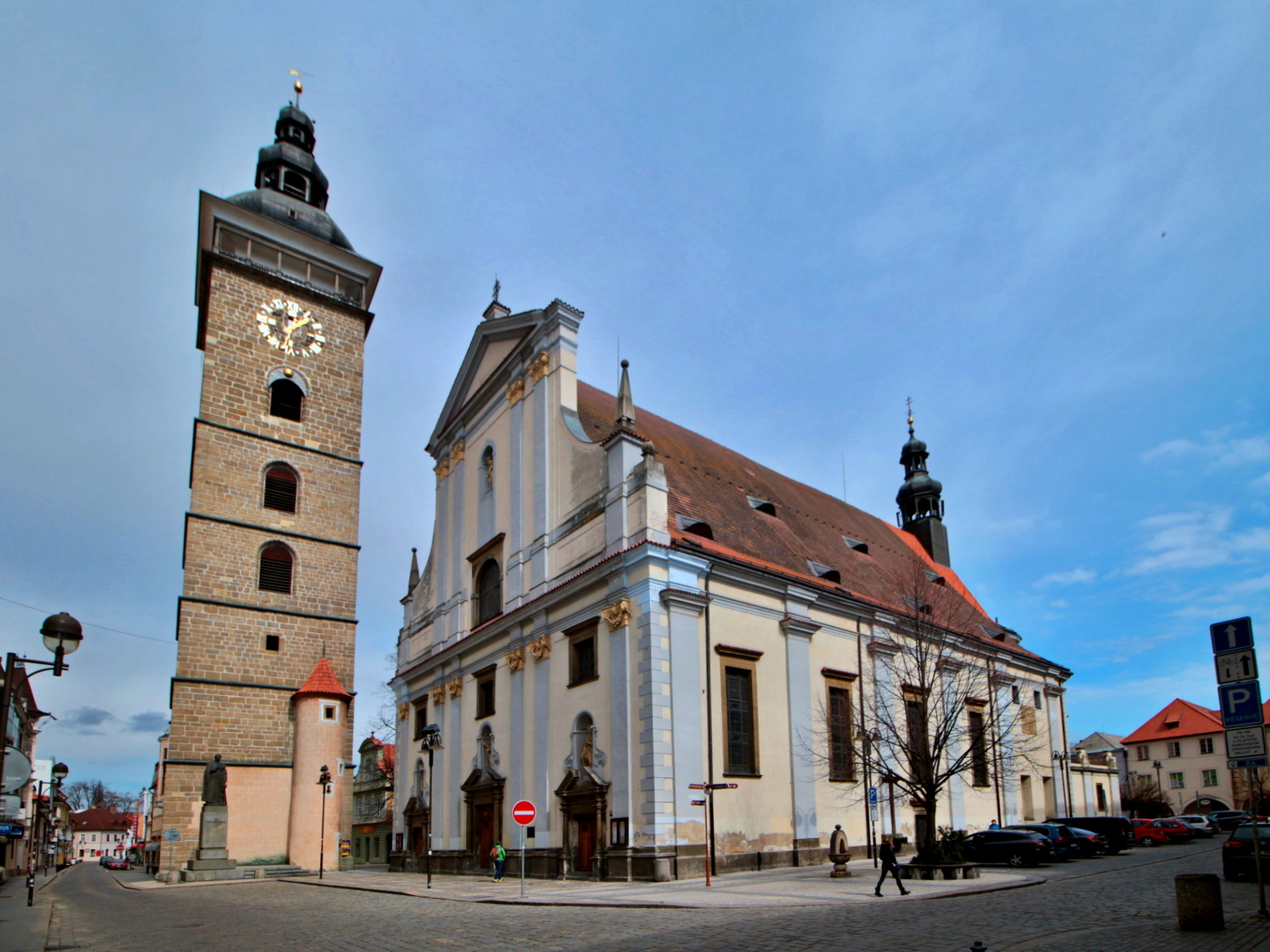
Českobudějovická katedrála s Černou věží

### Požár a barokní přestavba
Při velkém požáru města 1641 vyhořel i kostel a patrně tehdy zanikla i původní samostatná zvonice. Z kostela zůstaly jen opěráky kněžiště. Následující opravou vznikla dosud dochovaná barokní podoba kostela, byť zprvu v jakémsi přechodném (renezančně–barokním) slohu. Jejími staviteli byli Giovanni Ciprian a Francesco Canevalle (který tehdy rekonstruoval a rozšiřoval městské opevnění). Pochází z let 1641 až 1649. Stavbu provázely konflikty a spory s italským stavitelem Canevallem a to jak ze strany zedníků a tesařů, tak ze strany města jakožto zadavatele stavby. Kritizován byl za vyzdívání klenby kůru před zastřešením (kůr se skutečně zhroutil a musel být vystavěn znovu), za původní návrh zcela neforemného krovu, za rozpadlé průčelí (bylo strženo a přestavěno na náklady města, neboť Canevalle již Budějovice opustil) a za příliš malá okna, v jejichž důsledku nebylo v kostele vidět (větší byla probourána 7 let po dokončení rekonstrukce). V letech 1686 až 1688 došlo za přispění architekta Giacoma Antonia de Maggi ke stavebním úpravám. Zejména k opravě klenby a přestavbě zmíněného průčelí do dvojetážové podoby italského typu (které je v současnosti jedinou dochovanou raně barokní stavební památkou v Českých Budějovicích). Štukatérskou výzdobu provedl Santino Cereghetti. V roce 1785, když se chrám stal katedrálou nově zřízené diecéze, byl upraven interiér.
Na přelomu 18. a 19. století v katedrále zastávali funkci regeschoriho hudební skladatelé Jáchym Štěpanovský a Jan Nepomuk Vocet.

### Hřbitov
Vedle kostela se nacházel městský hřbitov, který sloužil od středověku (od založení města) až po rok 1784, kdy byl dekretem Josefa II. zrušen. V letech 2001 až 2005 na jeho místě probíhal intenzívní archeologický výzkum vedený Jihočeským muzeem, který pokračoval v interiéru kostela v letech 2010 až 2012. Odkryl kapli, hrobky a hroby. V ohradní zdi hřbitova bývala barokní zastavení křížové cesty, která byla po zrušení hřbitova nahrazena kaplemi křížové cesty na jižní zdi děkanství.

## Výzdoba a vybavení

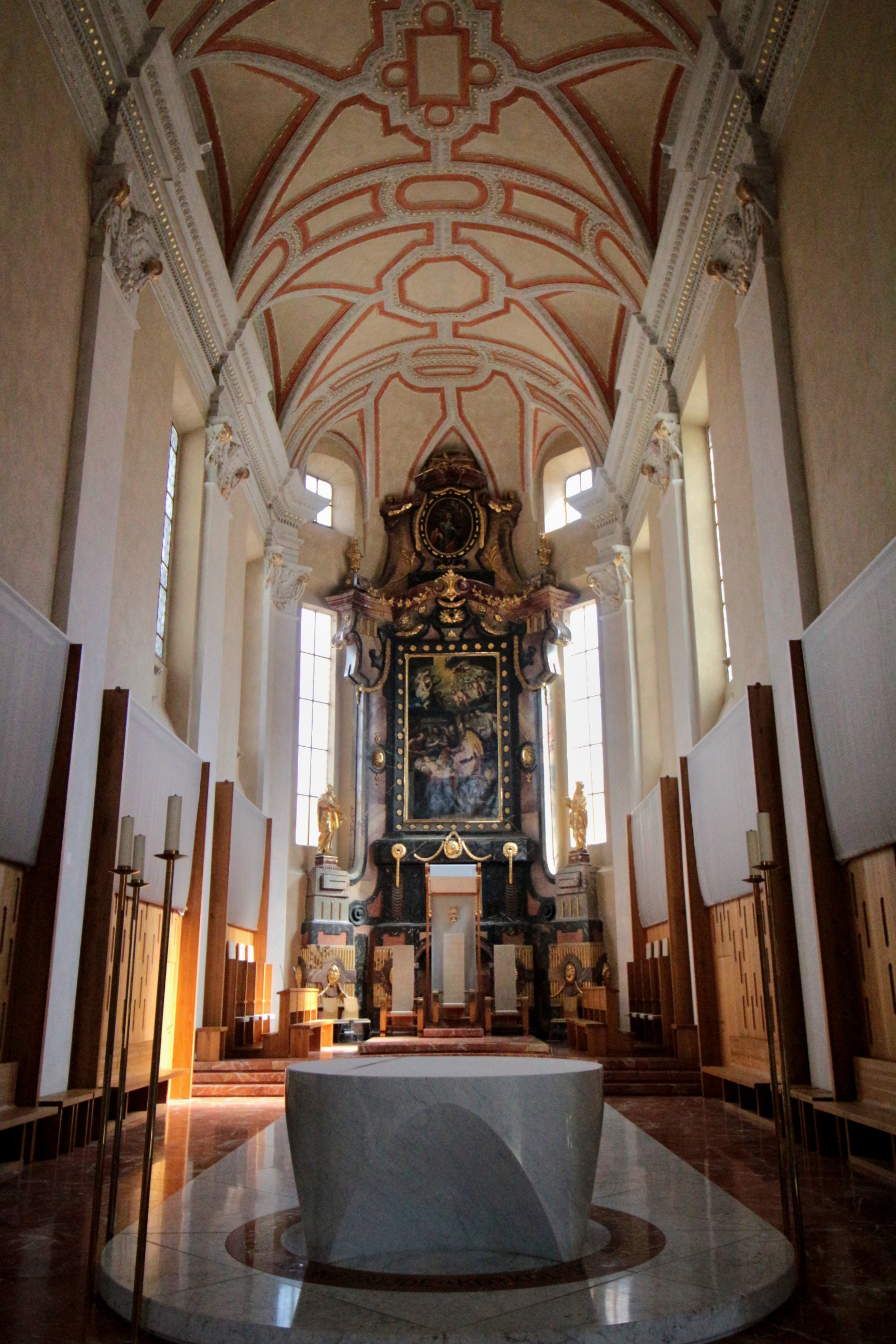
Interiér katedrály

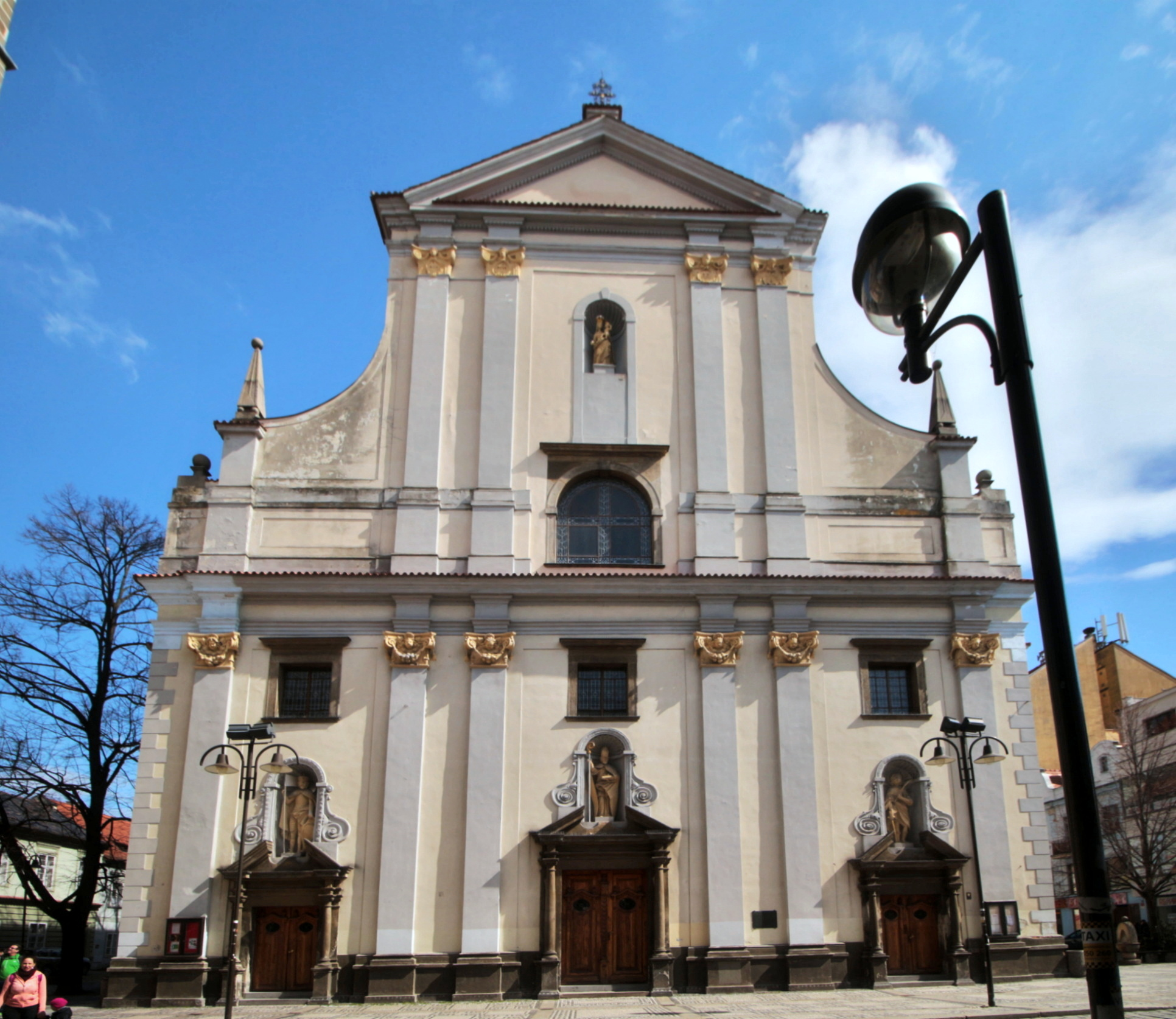
Průčelí katedrály

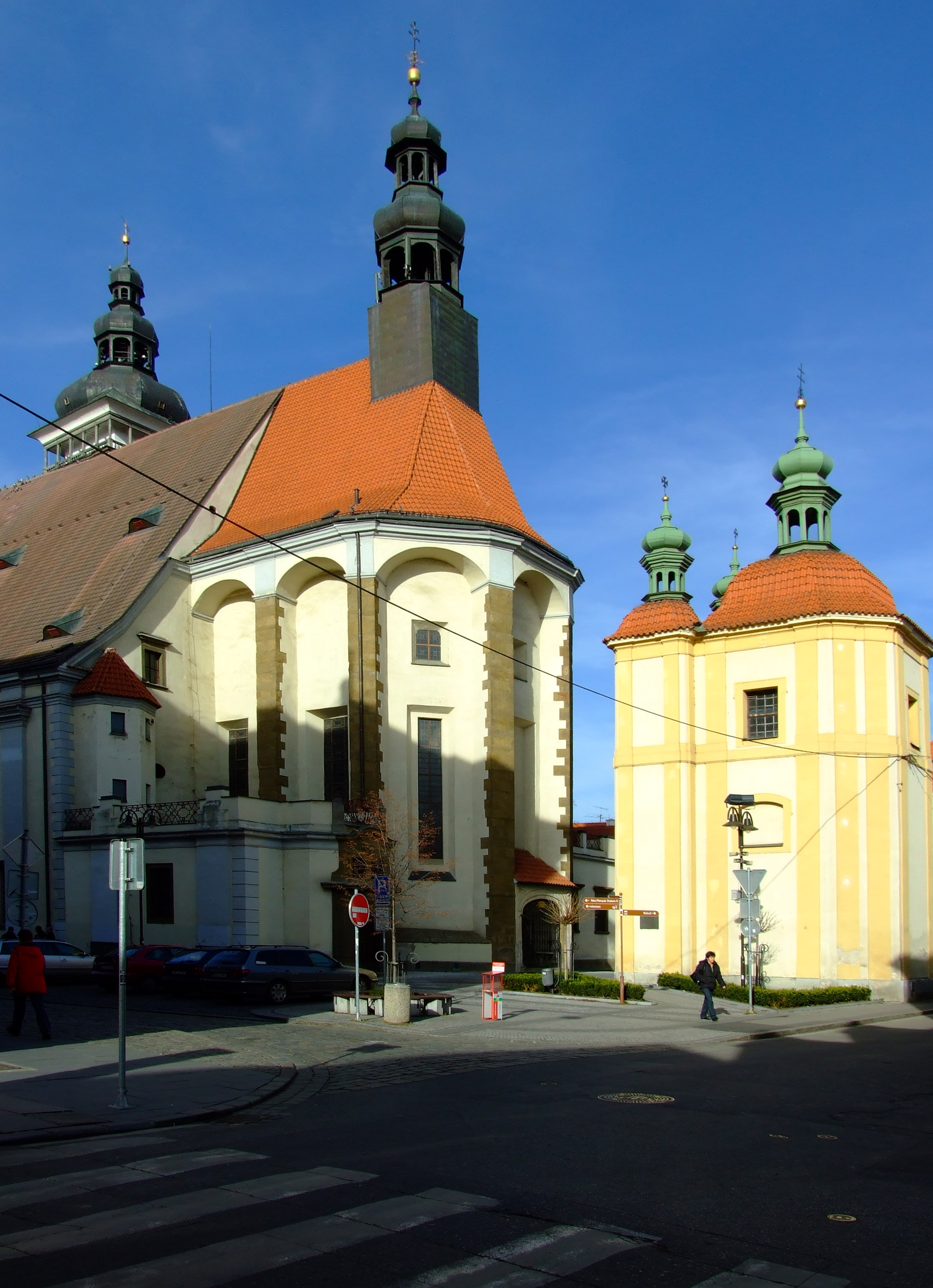
Pohled na katedrálu z křižovatky ulic Kanovnická a Kněžská. Vpravo lze vidět Kapli Smrtelných úzkostí Páně

### Exteriér
V průčelí jsou v nikách tři raně barokní pískovcové sochy patronů, svatého Mikuláše z Myry mezi sv. Václavem a sv. Auraciánem, dílo sochaře T. Zeisla. Na severní fasádě je umístěn znak Českých Budějovic. Ve výklenku na východní straně vnější obvodové zdi je socha Spasitele nesoucího kříž, která byla původně v Pasovarech.

### Interiér

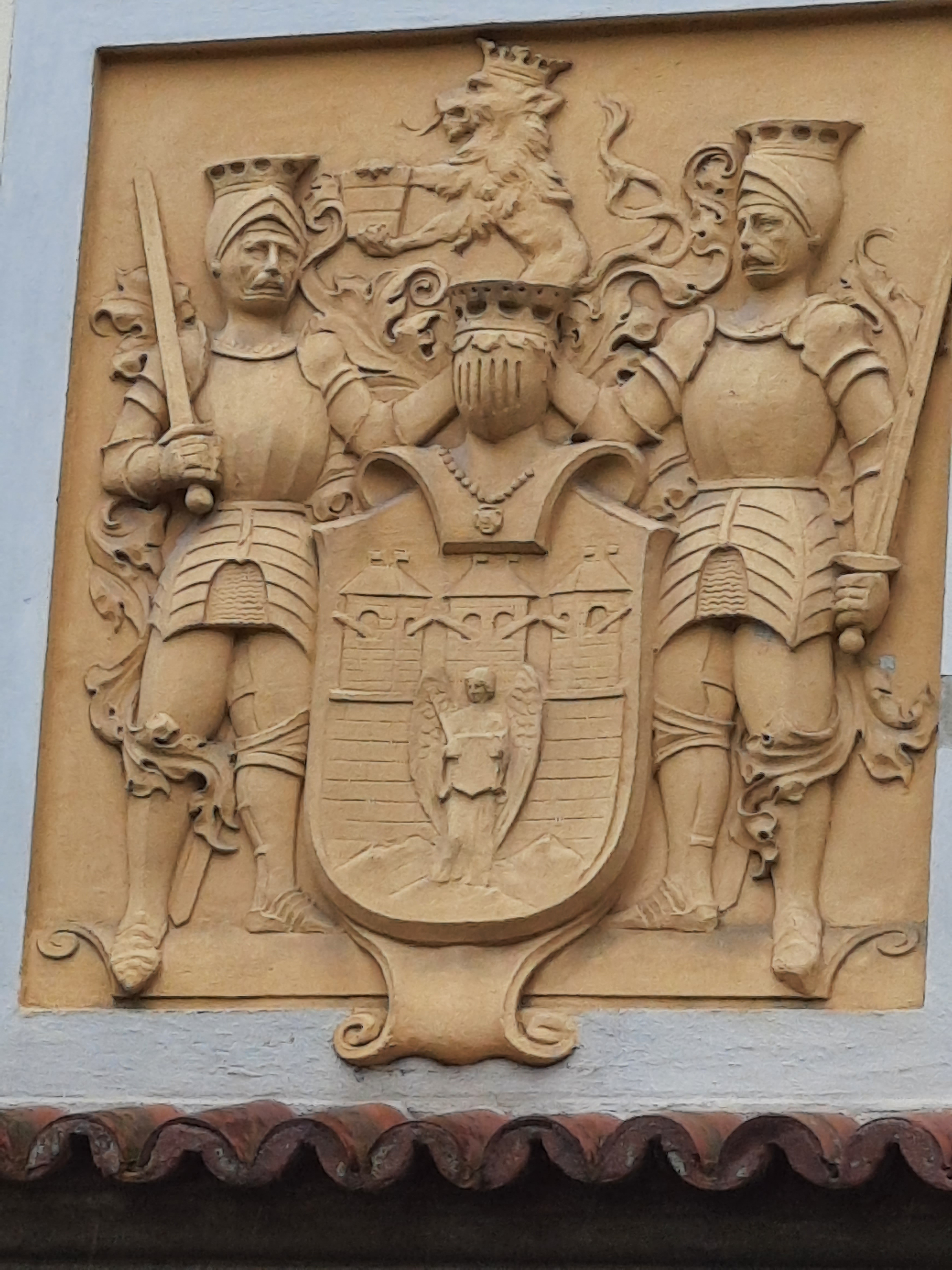
Znak města

- Hlavní oltář svatého Mikuláše z Myry, jehož autorem je Leopold Hueber,[3] dřevěná architektura pochází z roku 1785, oltářní obraz s legendárním výjevem „Sv. Mikuláš křísí dvě mrtvé děti“ je olejomalba z roku 1648 od frymburského rodáka J. Bachmanna; v nástavci je oválný obraz sv. Auraciána.
- Oltář sv. Anny (z roku 1771, v severní lodi) od Leopolda Huebera, s relikviářem římského mučedníka sv. Auraciána, spolupatrona Českých Budějovic. Autorem oltářního obrazu sv. Anny je Franz Anton Maulbertsch.[3]
- Dřevěná plastika Kristus na kříži od Břetislava Kafky.[5]
- Kazatelna – barokní, bíle štafírovaná a zlacená, s figurálními řezbami z doby kolem roku 1710 (přenesena roku 1784 ze zrušeného pražského kostela Panny Marie Ustavičné pomoci a sv. Kajetána řádu theatinů).
- Křtitelnice
- V roce 2022 byl v kněžišti instalován soubor tapiserií „Výjevy z apokalypsy“ od Marka Ivana Rupnika.[6]

### Varhany

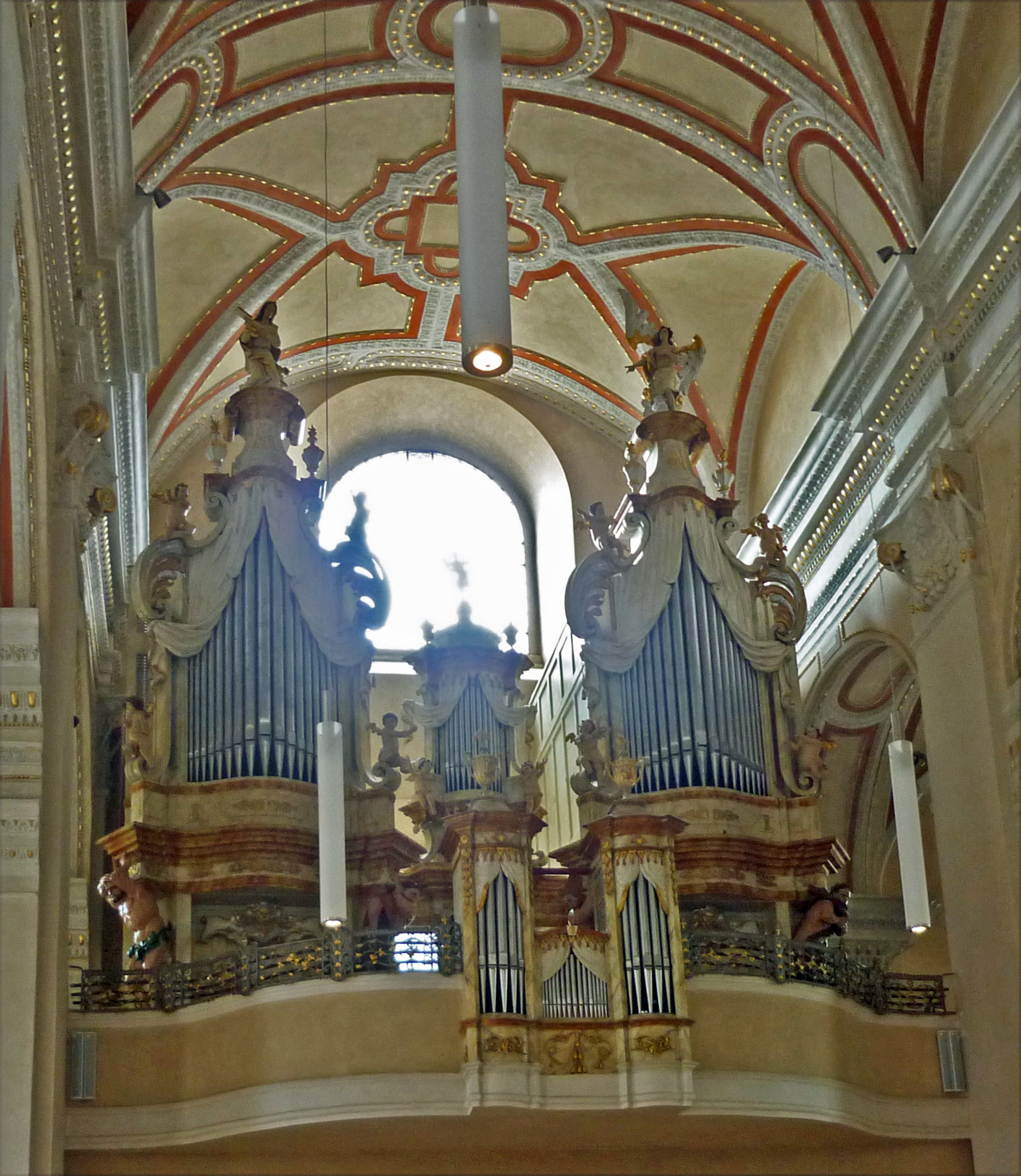
Velké varhany

Počátek historie katedrálních varhan není přesně známý. K nejstarším dostupným údajům patří informace, podle které varhanář Joachim Rudner (cca 1520–1600) vypracoval odborný posudek na již existující (patrně dosluhující) varhanní stroj. Z let 1495-1497 pocházejí zmínky o kšaftovaných penězích na nové varhany. Ty postavil roku 1498 (podle některých zdrojů již 1495) Michael Khall. Šlo o významného varhanáře, k jehož dílu patřily i varhany pro Sankt Wolfgang u Obersee (1497), varhany pro budějovický klášterní kostel Obětování Panny Marie (1502) nebo varhany v katedrále sv. Bartoloměje v Plzni z roku 1514. Je zajímavostí, že tyto varhany byly objednány a realizovány jen dvacet let před kompletní přestavbou kostela (zahájena 1518 stržením původní klenby). Roku 1515 je zmíněna také existence malých (chórových) varhan.

#### Renesance
Další vývoj byl ovlivněn velkým požárem Českých Budějovic 24. července 1641. Do interiéru pronikl oheň přes kalkovnu (prostor s varhanními měchy) a prakticky kompletně jej zničil. Městský písař zaznamenal: „[…] hlavní oltář, jako i jiný nákladný všecky, dvoje znamenité varhany, regal, positiv, jiná instrumenta musická, jak graduání, tak figurální a cokolivec od ozdoby kostela, vzláště od dříví bylo, na prach a popel skázu vzalo […]“ Po přestavbě kostela (varhanní kruchta byla dozděna jako poslední, neboť se během stavby 18. května 1645 zřítila) vznikla potřeba nových varhan. Nejpozději v listopadu 1641 začali radní hledat varhanáře. Smlouvu uzavřeli s Jakubem Schedlichem z Jáchymova, jehož syn Ondřej roku 1645 zahájil stavbu varhan. Z důvodu jeho předčasného úmrtí musel nástroj dokončit jeho švagr, Mathias Tretscher. Stalo se tak roku 1646, město jej však splácelo ještě roku 1649. Nástroj s jedním manuálem, pedálem a 14 rejstříky vyšel na 1380 zlatých. Do této doby působilo v Českých Budějovicích více organistů (v období renesance nebylo mezi varhanáři a varhaníky rozlišováno, činnost často zahrnovala obě profese), například Thomas (~1551), Filip Organista (~1554), Joachym Rudner (~1520 až <1600) nebo vimperský varhanář Jiří Pirger. Z jejich díla se do současnosti nic nedochovalo.

#### Baroko
Na počátku 18. století byl předchozí nástroj považován za nedostačující. Městská rada proto roku 1727 uzavřela smlouvu s varhanářem Jiřím Vojtěchem Dvorským. Společně s tovaryšem Martinem Janečkem v letech 1727–1728 vystavěl velký barokní nástroj o dvou manuálech, pedálu a 24 rejstřících. Varhany byly rozdělené do dvou skříní, jedna z nich integrovala hrací stůl připojený k postamentu. Specifický koncept měl zajistit, aby oknem ve štítu do hlavní lodi dopadalo co nejvíce světla. Z toho důvodu byly obě skříně ještě natočené (prospekty byly nasměrované jakoby do středu hlavní lodi). Toto řešení nebylo obvyklé, využívali ho pouze u větších nástrojů právě Dvorský s Janečkem. Jako zcela mimořádné je chápáno výtvarné zpracování – symetrické baldachýnové prospekty o jediném píšťalovém poli. Inspirace mohla pocházet z Itálie. Varhany hodnotili tehdejší znalci s ohledem na konzervativní jihočeské poměry jako impozantní, a to jak velikostí, tak rozsahem. Rozsah pedálu (21 tónů) začínal krátkou velkou oktávou a dosahoval do c1 (patrně tradice přejatá od Christeindela, autora varhan v klášterním kostele Obětování Panny Marie), manuály začínaly lomenou oktávou. Dále se Dvorského varhany rozvíjely pouze evolučně, roku 1834 došlo k renovaci nástroje s úpravou dispozice pozitivu, pro nějž byla zbudována nová skříň klasicistního konceptu umístěná na zábradlí kůru. Níže uvedené dispozice nástroje pocházejí z roku 1912, kdy varhany opravil Emanuel Štěpán Petr.
| I. manuál |             |      |
| 1.        | Principal   | 8′   |
| 2.        | Oktav       | 4′   |
| 3.        | Quint       | 2/3′ |
| 4.        | Oktav       | 2′   |
| 5.        | Mixtur 4×   | 1′   |
| 6.        | Flöte       | 8′   |
| 7.        | Doppelflöte | 8′   |
| 8.        | Salicional  | 8′   |
| 9.        | Gamba       | 8′   |
| 10.       | Gedackt     | 4′   |
| 11.       | Fugara      | 4′   |

| II. manuál |           |       |
| 12.        | Bourdon   | 8′    |
| 13.        | Flöte     | 4′    |
| 14.        | Principal | 4′    |
| 15.        | Oktav     | 2′    |
| 16.        | Quint     | 12/3′ |
| 17.        | Mixtur 4× |       |

| Pedál C-c1 |           |       |
| 18.        | Violonbas | 16′   |
| 19.        | Subbas    | 16′   |
| 20.        | Principal | 8′    |
| 21.        | Oktavbass | 8′    |
| 22.        | Oktavbass | 4′    |
| 23.        | Kvintbas  | 42/3′ |

#### Romantismus
Po roce 1930 byly barokní varhany popisované jako „nedotčeny vymoženostmi moderní techniky“ a „předstiženy řadou moderních varhan venkovských kostelů“. Tehdejší regenschori Ludvík Schmidt se inspiroval varhanami pasovského dómu a navrhl dispozice, které v roce 1934 realizovala firma Rieger v Krnově. Pro rozměrnější pozdně romantické varhany s 35 rejstříky vznikly nové větší skříně (ovšem se zachováním barokních prospektů od Dvorského a Janečka). Původně diagonální otočení skříní z důvodu omezeného prostoru vzalo za své a prospekty byly natočeny klasicky – rovnoběžně se zábradlím kůru. Slavnostní posvěcení proběhlo 9. září 1934. Z této doby pocházejí i níže uvedené dispozice:
| I. manuál C–g3 |                     |      |
| 1.             | Bourdon             | 16′  |
| 2.             | Principal           | 8′   |
| 3.             | Flétna dutá         | 8′   |
| 4.             | Flétna dvojitá      | 8′   |
| 5.             | Keraulophon         | 8′   |
| 6.             | Kryt hrubý          | 8′   |
| 7.             | Salicionál          | 8′   |
| 8.             | Oktáva              | 4′   |
| 9.             | Fugara              | 4′   |
| 10.            | Superoktava         | 2′   |
| 11.            | Mixtura 5×          | 2′   |
| 12.            | Cornet 3–5×         | 2/3′ |
| 13.            | Trompete harmonique | 8′   |

| II. manuál C–g3 |                    |       |
| 14.             | Kvintadena         | 16′   |
| 15.             | Principál flétnový | 8′    |
| 16.             | Noční roh          | 8′    |
| 17.             | Gamba              | 8′    |
| 18.             | Flute harmonique   | 8′    |
| 19.             | Viola coelestis    | 8′    |
| 20.             | Praestant          | 4′    |
| 21.             | Flétna oktávová    | 4′    |
| 22.             | Flétna kvintová    | 2/3′  |
| 23.             | Flageolett         | 2′    |
| 24.             | Flétna terciová    | 13/5′ |
| 25.             | Kornett mixtur     | 2/3′  |
| 26.             | Cor anglais        | 8′    |
| 27.             | Vox coelestis      | 8′    |
| 28.             | Hoboj              | 8′    |

| Pedál C–f1 |                 |        |
| 29.        | Principal       | 16′    |
| 30.        | Kontrabas       | 16′    |
| 31.        | Subbas          | 16′    |
| 32.        | Bourdon (trms.) | 16′    |
| 33.        | Kvinta          | 102/3′ |
| 34.        | Bas oktávový    | 8′     |
| 35.        | Pozoun          | 16′    |

Riegerovy varhany jsou s dílčími úpravami využívány do současnosti. Krom velkých varhan se objevují zmínky i o menších nástrojích (samostatné pozitivy a chórové varhany). Pozitiv je zmiňován v roce 1641 v souvislosti s výčtem škod způsobených velkým požárem. Ve 20. století byly chórové varhany umístěné na severní a jižní straně presbytáře, kde navazovaly na stally.

## Oprava katedrály vletech 2011-2013
O provoz v katedrále se stará katedrální kapitula u svatého Mikuláše. Od května 2011 byla katedrála po dobu dvou let z důvodu celkové opravy uzavřena. Po dobu oprav se místo katedrály používal klášterní kostel Obětování Panny Marie, jako katedrála v zastoupení. Obnova zahrnovala nejen restaurování vnitřního vybavení, ale i nové podlahy a stupně z bílého a červeného mramoru, obklady stěn chóru s novými chórovými lavicemi, ambon i lavice pro věřící.

## Současný provoz
Opravená katedrála byla slavnostně otevřena 1. června 2013, byl vysvěcen obětní stůl, do kterého byly vloženy ostatky Jana Nepomuka Neumanna, dále byl posvěcen ambon a katedra. Ihned po vysvěcení zde sloužil mši svatou českobudějovický biskup Jiří Paďour. Katedrála je přes den přístupna veřejnosti a mše je v ní sloužena denně v 7.00, 8.00 a 17.00 hod., v neděli pak ještě v 10.30 hod.

## Pověsti
Podle pověsti byl podstavec hlavního oltáře v roce 1617 vyroben z velkého kamene označovaného jako Žižka nebo Žižkův, který stál původně u staré cesty mezi Budějovicemi a Krumlovem. Příběh koresponduje s historickými reáliemi v podobě vzniku stupňů pod hlavní oltář v daném roce a charakteru tehdejšího děkana Kryštofa Thomae. Kámen se pravděpodobně nedochoval, katedrála byla zničena požárem 24. července 1641 a poté kompletně přestavěna.